# 晶兵總動員
《晶兵總動員》（英語：Small Soldiers）是一部1998年美國科幻動作片，講述兩派利用軍事科技打造的玩具外流於民間，當其中一派為了消滅敵人而變得暴力時，導致人類社區處於危險之中。電影由喬·丹堤執導，克絲汀·鄧斯特和格雷戈里·史密斯主演。
電影1998年7月10日在美國上映，獲得褒貶不一的評價，但票房取得成功。本片是美國首映前兩個月被謀殺的影星菲尔·哈特曼最後作品，以及克林特·沃克退休和後來於2018年5月21日去世之前的最後一部電影作品。

## 劇情
在防衛承包商 GloboTech 工業 收購了 Heartland 玩具公司 後，執行長吉爾·馬斯委託玩具設計師 拉瑞·班森 和 厄文·威費爾 開發能夠「主動互動」的玩具。馬斯選擇了拉瑞的「突擊菁英」（Commando Elite）動作公仔，並將厄文設計的「葛剛族」（Gorgonites）——一款旨在教育用途的和平怪物——作為對手。然而，由於緊迫的三個月上市期限，拉瑞不小心使用了原本供國防部使用的 X1000 微處理器，使玩具獲得自我意識並成為智慧生物。
青少年 艾倫·艾伯納西 在自家經營的玩具店工作，並說服送貨司機喬將一套最新的 GloboTech 玩具交給他。他激活了「突擊菁英」的領袖哈薩德少校（Major Chip Hazard）以及「葛剛族」的領袖 阿奇（Archer）。艾倫對鄰居 克莉絲蒂·芬普（Christy Fimple）產生好感，後來在書包裡發現了阿奇，才驚覺這些玩具擁有自我學習能力且具備智慧。
那天晚上，哈薩德少校召集他的夥伴來攻擊葛剛族，導致艾倫發現玩具店被破壞且新玩具消失無蹤。克莉絲蒂協助清理後，艾倫撥打 GloboTech 客服電話投訴，這通電話讓拉瑞與厄文得知了 X1000 晶片的問題——這是一款軍事級的人工智慧晶片，對電磁脈衝（EMP）特別敏感。
突擊菁英追蹤艾倫回家，並對阿奇進行審問，但艾倫介入並破壞了突擊菁英的成員 尼克·尼特羅（Nick Nitro）。艾倫的父母聽到騷動但不相信他的解釋。艾倫和阿奇在店鋪的垃圾桶裡找到隱藏的葛剛族成員。這些葛剛族玩具與突擊菁英不同，擁有友善且充滿好奇心的性格，且相信它們的家位於 優勝美地國家公園（Yosemite National Park），這是從艾倫的電腦圖片中得知的。
突擊菁英透過艾倫家的電話線竊聽，得知他對克莉絲蒂的興趣，突擊菁英潛入克莉絲蒂家，先是利用投石機將安眠藥偷偷投入她父母的水杯裡，使他們陷入昏睡狀態。正當突擊菁英準備展開下一步行動時，他們意外被克莉絲蒂的弟弟提米撞見。起初，他們試圖假裝成普通玩具，希望能蒙混過去，但提米卻興致勃勃地將他們捲入自己的扮家家酒遊戲，激怒了突擊菁英。隨後，哈薩德少校下令發動群攻，迅速控制住提米，將他綑綁起來，他們將尼克·尼特羅的晶片安裝到 葛蘭迪娃娃（Gwendy Dolls）身上，將其轉化為新部隊，並挾持克莉絲蒂作為人質，要求艾倫交出葛剛族。
艾倫與阿奇潛入芬普家救出克莉絲蒂，但被突擊菁英追逐，最終突擊菁英的臨時載具在一場火災中毀滅，僅有哈薩德少校存活下來。在艾伯納西家，艾倫、克莉絲蒂和葛剛族試圖說服家人相信玩具的威脅，這時拉瑞和厄文也趕來解釋情況。
哈薩德少校帶著一支全新的突擊菁英軍隊以及更多臨時載具展開圍攻，切斷了電力。厄文提議使用 EMP，眾人決定超載附近的電力線來製造脈衝。克莉絲蒂、厄文和拉瑞前往芬普家提升電力輸出，葛剛族也決定反擊突擊菁英。艾倫爬上電線桿，但遭到哈薩德少校攻擊。雖然阿奇被哈薩德少校擊敗，但艾倫將他丟進變壓器中。當拉瑞與厄文打開斷路器時，EMP 脈衝成功摧毀了所有玩具。
隔天早晨，當局前來處理善後，馬斯現身並用金錢賠償受害家庭。他還指示拉瑞與厄文將突擊菁英重新設計為軍事用途。艾倫與克莉絲蒂開始了一段戀愛關係，並發現葛剛族在芬普家的衛星天線下幸存。艾倫帶著葛剛族前往優勝美地，並用父親的玩具船將它們送往「家」。

## 演員
- 克絲汀·鄧斯特飾演克莉絲蒂·芬普
- 格雷戈里·史密斯飾演艾倫·亞伯納西
- 傑·摩爾飾演賴瑞·班森
- 菲尔·哈特曼飾演菲爾·芬普
- 凱文·鄧恩飾演史都華·亞伯納西
- 安·馬格努森（英语：Ann Magnuson）飾演艾琳·亞伯納西
- 大卫·克罗斯飾演歐文·韋費爾
- 溫蒂·沙爾（英语：Wendy Schaal）飾演瑪麗恩·芬普
- 丹尼斯·利瑞飾演吉爾·馬爾斯（Gil Mars）
- 迪克·米勒飾演喬（Joe）
- 罗伯特·皮卡多飾演鄰居
- 兰斯·霍华德飾演丈夫

### 配音
- 法蘭·朗基拿飾演射手艾契
- 湯米·李·瓊斯飾演危機查皮（Chip Hazard）
- 喬治·肯尼迪飾演火箭筒布里克（Brick Bazooka）
- 吉姆·布朗飾演肉鉤布奇（Butch Meathook）
- 喧尼斯·鮑寧飾演基普·基利根（Kip Killigan）
- 克林特·沃克（英语：Clint Walker）飾演尼克·尼特羅
- 布魯斯·鄧恩飾演靜電林克（Link Static）
- 克里斯多夫·葛斯特（英语：Christopher Guest）飾演猛擊拳／刮痕（Slamfist / Scratch-It）
- 邁克爾·麥基恩飾演瘋仔／特羅加隆汗（Insaniac / Troglokhan）
- 哈里·希勒飾演撞擊（Punch-It）
- 吉姆·卡明斯飾演奧庫拉（Ocula）
- 莎拉·蜜雪兒·吉蘭和姬絲汀娜·莉芝飾演葛溫蒂娃娃（Gwendy dolls）

## 取消重拍
二十世紀福斯將開發名為《玩具麥吉登》（Toymageddon）的《晶兵總動員》重拍。劇本於2014年1月購得，林詣彬擔任導演。故事被描述為發生在一間「人偶開始橫行的玩具工廠」，但未明確指出是《晶兵總動員》的重拍。
因华特迪士尼公司在2019年3月20日收購了二十世紀福斯，導致迪士尼於8月取消了本片以及其他200多個項目，證明本片旨在重拍《晶兵總動員》。

## 外部連結
- 互联网电影数据库（IMDb）上《晶兵總動員》的资料（英文）
- AllMovie上《晶兵總動員》的资料（英文）
- Box Office Mojo上《晶兵總動員》的資料（英文）